# Arquà Polesine
Arquà Polesine (velenceiül Arcuà Połèxine) település Olaszországban, Veneto régióban, Rovigo megyében. Lakosainak száma 2573 fő (2023. január 1.). Arquà Polesine Costa di Rovigo, Frassinelle Polesine, Polesella, Rovigo, Bosaro és Villamarzana községekkel határos.

## Népesség
A település népességének változása:
| Lakosok száma | 2691 | 2649 | 2573 |
|               | 2017 | 2018 | 2023 |